# Taifa Tortosa
De taifa Tortosa was een emiraat (taifa) in de regio Catalonië in het noordoosten van Spanje. De stad Tortosa (Arabisch: Turtusah) was de hoofdplaats van de taifa.

## Eerste taifa (ca. 1009-1060)
De taifa ontstond in ca. 1009 na de val van het kalifaat Córdoba uit de kurah Turtusah (district in het kalifaat) en kwam onder de Slaaf Labib al-Amiri. Hij werd later ook emir van Valencia (1017-1019). In 1060 kwam de taifa aan emir Ahmed I ibn Suleiman al-Muktadir van Zaragoza (Banu Hud).

## Tweede taifa (1081-1099)
De tweede onafhankelijke periode kwam tot stand na het overlijden van Ahmed I ibn Suleiman al-Muktadir van Zaragoza. Zijn zoon Al-Mundir Imad ad-Dawla ontving toen de taifa Tortosa, Dénia en Lérida (1081). Hij werd verslagen bij Morella, in de taifa Tortosa, in de Slag bij Morella op ca. 14 augustus 1084. Een moslimleger onder Yusuf al-Mu'tamin versloeg Sancho I van Aragón, die de taifa Zaragoza was binnengevallen. Generaal Rodrigo Díaz de Vivar (El Cid) vocht mee aan de moslimzijde. Uiteindelijk werd de taifa in 1100 door de Almoraviden uit Marokko veroverd. In 1148 veroverde Ramon Berenguer IV, graaf van Barcelona Tortosa en kwam het toe aan het koninkrijk Aragón (zie Beleg van Tortosa).

## Lijst van emirs
Banu Amiri / Saqaliba (Slavisch)
- Labib al-Amiri: ca. 1009-1035
- Muqatil Sayf al-Milla: 1035-1053
- Yala al-Amiri: 1053-1057
- Nabil al-Faki: 1057-1060
- Aan taifa Zaragoza: 1060-1081

Banu Hud

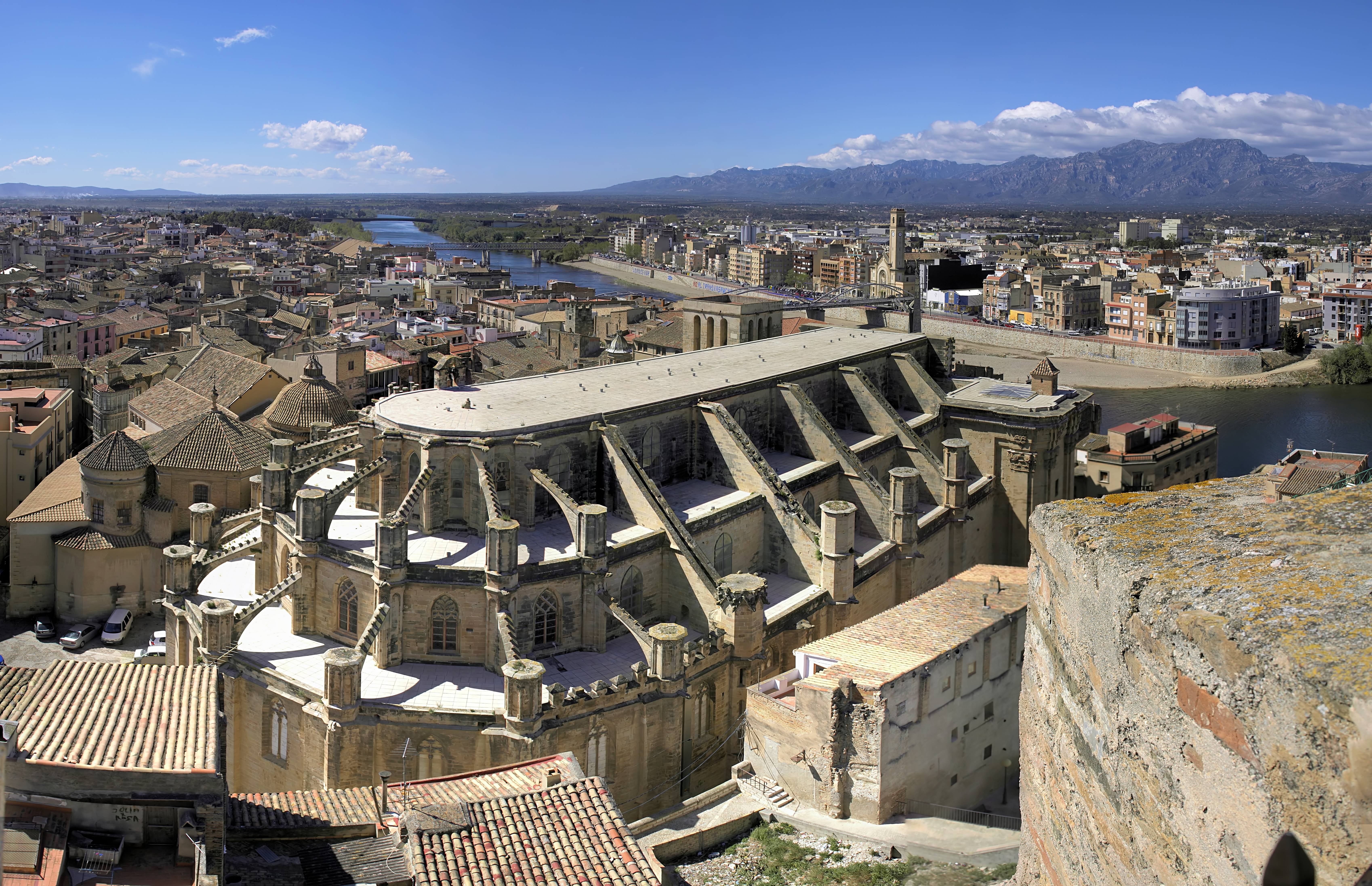
Blik over Tortosa

- Al-Mundir Imad ad-Dawla: 1081-1098
- Sulayman ibn al-Mundir Sayyid ad-Dawla: 1098-1100
- Aan Almoraviden uit Marokko: 1100-1148